# Олейник, Прасковья Григорьевна
Прасковья Григорьевна Олейник (род. 1907, село Кохановка, теперь Кегичёвского района Харьковской области — ?) — советская деятельница сельского хозяйства, звеньевая колхоза «Путь к коммунизму» Изюмского района Харьковской области, новатор сельскохозяйственного производства. Герой Социалистического Труда (7.05.1948). Депутат Верховного Совета УССР 3-го созыва.

## Биография
Родилась в бедной крестьянской семье.
Трудовую деятельность начала в 1930 году на Харьковской кондитерской фабрике, где проработала много лет.
После 1943 года работала в колхозе «Путь к коммунизму» Изюмского района Харьковской области. Была членом полеводческой бригады, возглавляла колхозное звено.
В 1947 году собрала урожай пшеницы 32,4 центнера с гектара на площади 10,5 гектаров.
За достигнутые успехи в борьбе за высокие урожаи была удостоена звания Героя Социалистического Труда.
В 1948 году звено Прасковьи Олейник собрало урожай кукурузы по 70 центнеров с гектара на площади 10 гектаров, а в 1949 году — по 71,5 центнера на площади 12 гектаров. В 1950 году звено Прасковьи Олейник добилось урожая кукурузы по 83 центнера на каждом из 18 гектаров и по 300 центнеров сахарной свеклы с гектара.

## Награды
- Герой Социалистического Труда (7.05.1948)
- орден Ленина (7.05.1948)
- медали